# Метроном (радио)
Радио Метроном е регионално радио, което покрива град Хасково, Димитровград и околните селища на честота 87.60 MHz. Излъчва 24-часова програма. Официалният старт на радиото е на 28 април 1998 г. От пролетта на 2004 г. радиото се излъчва и по интернет. Програмата, която е основно музикално ориентирана включва както съвременни хитове, така и най-доброто от „златното старо“. В делничните дни на всеки кръгъл час между 8:00 и 15:00 ч. се излъчват кратки информационни емисии (новини, бизнес информация и времето). Целевата аудитория е на възраст между 18 и 49 години. 